# رودنی (باشقیرستان)
رودنی (انگلیسی: Rudny, Republic of Bashkortostan) یک شهرک در شهرستان بلاگووشچنسکی باشقیرستان کشور روسیه است.